# Gisborough Priory
Il Gisborough Priory è un'abbazia in rovina che appartenne all'Ordine di Sant'Agostino ed è situata presso la città di Guisborough nella contea del North Yorkshire. Essa venne fondata nel 1119 da Robert Bruce, I Signore di Annandale (1078circa-1141 o 1142) un antenato di Roberto I di Scozia. Col tempo Gisborough divenne uno dei priorati più ricchi del paese grazie alle donazioni che sia la famiglia Bruce che la corona gli fece, insieme ad altre più modeste entrate derivanti da altri nobili o gente comune. Gran parte della struttura, costruita secondo lo stile romanico fu distrutta nel 1289 a causa di un incendio e venne ricostruita secondo i dettami dello stile Gotico e nell'occasione venne anche ampliata. Quel che ne resta è considerato come uno dei più fini esempi di primo gotico di tutta l'Inghilterra.
Il priorato prosperò sino alla Dissoluzione dei monasteri in Inghilterra avvenuta nel 1540 sotto il regno di Enrico VIII d'Inghilterra quando essa condivise il destino di centinaia di altri conventi inglesi che vennero fatti abbandonare forzosamente. La struttura venne abbattuta e le pietre vennero prelevate per essere riutilizzate in altri edifici a Guisborough. Il lato est del priorato rimase in piedi insieme alla sua grande finestra che formava un arco ben noto come simbolo distintivo di Gisborough, questi divenne parte delle proprietà della famiglia Chaloner che lo acquistò nel 1550. La finestra est venne dunque da loro preservata quale parte di uno scorcio romantico della loro dimora, Gisborough Hall, che prese il nome proprio dal priorato.
Attualmente i resti sono ancora in proprietà alla famiglia Chaloner, ma sono sotto l'amministrazione dell'English Heritage.
Nella zona si sono effettuati scavi archeologici sin dal XIX secolo, ma nonostante questo buona parte del sito non è ancora stato adeguatamente studiato. Insieme alla finestra est sopravvivono altri frammenti, come i bassi strati di mattoni del lato ovest, una cripta con soffitto a volta, un cancello e una colombaia del XIV secolo in uso ancora oggi. I giardini, progettati e realizzati nel XVIII secolo dagli Chaloner sono sotto la protezione di un gruppo di volontari, sia questi che il priorato sono aperti al pubblico.

## Il ricco priorato degli agostiniani
La cittadina di Guisborough era già ben consolidata al tempo in cui venne costruita Gisborough Priory, il nome del villaggio viene dalla fortificazione posta lì da uno scandinavo a nome Gigr che avrebbe potuto, a sua volta, essere subentrato a una postazione anglosassone o romana già esistente al momento in cui arrivarono i Vichinghi fra l'XVIII e il XIX secolo. Un prete, una chiesa e un mulino vennero registrati nel 1086 nel Domesday Book e la città è qui chiamata Ghigesburg.
Dopo la Conquista normanna dell'Inghilterra ad opera di Guglielmo il Conquistatore queste terre vennero date in amministrazione a William, Conte di Mortain che a sua volta la passò al suo amico Robert de Brus, I Signore di Annandale e di Skelton-in-Cleveland (1078-1141 o 1142), uno dei più grandi proprietari terrieri del nord, detenendo da solo 160 km² nello Yorkshire. Il grande saccheggio operato nel nord da Guglielmo, e ricordato come l'Harrying of the North, aveva lasciato la zona in grave depressione economica e con una certa flessione della popolazione.
C'erano pochi monasteri a nord dell'Humber ed esisteva l'opportunità di sviluppo per nuove case religiose e per l'agricoltura.
L'Ordine di Sant'Agostino era giunto in Inghilterra agli inizi del XII secolo e aveva costruito alcune case comprese quelle più grandi di Bridlington, Nostell e Kirkham. Queste erano comunità di Canonici che vivevano secondo la regola di Sant'Agostino e vestivano di abiti neri tanto che s'erano guadagnati il nome di frati neri.
Secondo i documenti della sua fondazione Robert de Brus fondò "un monastero presso Gysburne in onore di Dio e della Vergine Maria" ed esso "diede alla chiesa e al servizio di Dio l'intero Gysburne e tutte le cose ivi appartenenti".
Tali donazioni includevano anche due oxgangs e venti carrucate (grossomodo equivalenti a 10 km²), chiese, mulini ed altri possedimenti e donazioni fatte da altri.
La costruzione del priorato venne autorizzata da Papa Callisto II e da Thurstan Arcivescovo di York. La scelta di Robert potrebbe essere nata dal desiderio di emulare i propri pari nella contea che avevano fondato case per ordini monastici per ottemperare ai loro obblighi religiosi.
La data esatta della fondazione è poco chiara, il canonico e storico del XIV secolo Walter di Guisborough la data al 1129, tuttavia il documento di autorizzazione è firmato da Callisto II che fu papa dal 1119 al 1124. Il priorato potrebbe avere dunque due documenti relativi alla fondazione, uno molto breve risalente al 1119 e un altro ben più dettagliato del 1129 che potrebbe essere stato il documento "definitivo".
I privilegi dei canonici crebbero col tempo, Enrico III d'Inghilterra garantì loro i cosiddetti soke and sack (il diritto a incassare multe e confische), Toll and team (il diritto a imporre pagamenti sulla vendita o il passaggio di beni) e il Infangthief and outfangthief (il diritto a chiedere che un ladro che aveva commesso furto nella propria giurisdizione fosse mandato lì per essere giudicato). Enrico ordinò anche che il lunedì fosse giorno di mercato a Guisborough e che per l'Assunzione di Maria fossero proclamati tre giorni di fiera. Ai canonici venne anche dato il diritto di cacciare liberamente e di disporre dei boschi dei dintorni, tale privilegio venne esteso da Edoardo III d'Inghilterra che convertì 80 acri di terra in un parco per cervi e altri privilegi ancora vennero concessi da Enrico IV d'Inghilterra.
Fra il XIII e il XIV secolo i canonici erano arrivati a possedere circa 4.000 pecore per lo più alloggiate presso Eskdale.
Il priorato divenne noto per la sua stretta osservanza alla regola agostiniana, la loro reputazione di vivere una vita consona a un monaco attirò dall'Irlanda Malachia di Armagh che, come Bernardo di Chiaravalle, era molto legato a Gisborough. I canonici di Gisborough erano legati strettamente ai Cistercensi con cui condividevano un'ottica alquanto riformista. Uno dei canonici di Gisborough si diresse verso l'abbazia cistercense di Fountains per divenire il loro abate. A livello locale il priorato era supportato da parecchia gente e sono registrate numerose piccole donazioni legate soprattutto alle elemosine e ai lavori per il mantenimento degli edifici. I monaci affittavano, vendevano e prestavano denaro usando le proprietà a titolo di garanzia accessoria. Con l'aumentare delle ricchezze dei canonici la disciplina entro le mura del priorato andò scemando e l'arcivescovo di York trovò necessario intraprendere delle misure disciplinari nel tardo XIII secolo, alcuni monaci vennero spediti altrove e lì vennero fatti fluire dei canonici disobbedienti provenienti da altre case.
Il 16 maggio 1289 il priorato subì un incendio catastrofico. Secondo Walter di Guisborough un operaio che stava compiendo dei lavori sul tetto con del piombo dimenticò di spegnere il fuoco causando l'incendio del tetto fatto di legno e il materiale fuso precipitò nella chiesa. Furono distrutti molti edifici, libri preziosi, effetti personali e i calici e i paramenti sacri andarono persi, ai canonici non restò che cercare di mettere insieme i fondi necessari per la ricostruzione. Essi chiesero a Edoardo I d'Inghilterra di garantire loro l'Advowson (il diritto, solitamente del vescovo, di attribuire i benefici ecclesiastici vacanti) per le parrocchie di Barnham, Easington e West Heslerton e nel 1309 e nel 1311 l'Arcivescovo di York e il Vescovo di Durham premiarono coloro che avevano fatto donazioni al priorato con l'Indulgenza garantendo quindi loro la remissione dei peccati. Buona parte della Navata e del Coro vennero ricostruiti con l'appoggio della famiglia Brus le cui insegne vennero poste sui vari edifici.
La ricostruzione abbisognò di circa un secolo per essere ultimata, i lavori andarono lentamente sia per via dei costi e i disordini civili che si ebbero nel XIV secolo a causa dei raid operati dagli scozzesi che diminuirono le entrate. La sua ricchezza venne sfruttata dall'arcivescovo di York William Melton (morto 5 aprile 1340) per colmare le proprie perdite nel 1319 e l'anno seguente il priorato venne usato per ospitare i monaci che avevano dovuto lasciare i loro conventi a seguito delle scorribande scozzesi. Probabilmente a seguito di questi eventi il priore nel 1328 chiese a Edoardo III di essere esentati dalla tassa del 10% imposta ai beni della chiesa e nel 1344 il re diede loro il permesso di fortificare i propri edifici. Nel 1380 la popolazione del priorato era in calo essendo composta solo da 26 canonici e due fratelli laici.
La discendenza dei Bruce nello Yorkshire finì nel 1277 con la morte di Peter Bruce che spirò senza eredi e il priorato finì sotto l'ala protettrice di altri nobili locali, i baroni Fauconberg e la famiglia Thweng, che avevano maritato Agnes e Lucy, le sorelle di Peter, si occuparono del priorato per diversi secoli. Gisborough diede sepoltura a diversi nobili di un certo livello, per esempio Robert Bruce, V Signore di Annandale, nonno di Roberto I di Scozia, vi trovò riposo e almeno nove benefattori insieme alle loro famiglie vi vennero sepolti fra il 1295 e il 1411.
Nel tempo i mecenati fecero cospicue donazioni, nel 1381 William Latimer diede il denaro per completare la navata nord e donò un'ingentissima somma per un nuovo Campanile.
Egli lasciò il bestiame al priorato prendendolo dal suo maniero a Ugthorpe e lasciò in eredità un gran numero di oggetti religiosi e prese accordi perché il suo corpo venisse sepolto lì.

## La soppressione
Nel 1533 Enrico VIII d'Inghilterra venne scomunicato per aver divorziato dalla moglie Caterina d'Aragona, l'Atto di Supremazia del 1534 dichiarò che Enrico era capo supremo della Chiesa d'Inghilterra e che i beni delle chiese inglesi dovevano entrare in quelli della corona. Nel 1535 Enrico ordinò che fosse fatta un'indagine globale delle proprietà ecclesiastiche che venne chiamato Valor Ecclesiasticus, questa trovò che Gisborough aveva delle notevoli entrate annue tanto che la si poteva considerare come la quarta casa monastica più ricca dello Yorkshire. Nel 1536 i monasteri con un introito annuo inferiore ai 200 £ vennero soppressi salvando il priorato dalla prima ondata di soppressione.
Una seconda indagine venne effettuata dai commissari del re Thomas Legh e Richard Leyton che provvidero a sopprimere tutti quei monasteri in cui la vita monastica era mancante di un'adeguata religiosità.
Il priore in carica James Cockerell fu forzato alle dimissioni e sostituito con Robert Pursglove che era leale al re. La dissoluzione del priorato non fu ben accolta dai locali che ne traevano vantaggi economici, tanto che nel 1536 circa 500 famiglie dipendevano da esso per la sopravvivenza.
Il malcontento popolare esplose con il Pellegrinaggio di Grazia in cui anche il priore Cockerell fu implicato, quando la rivolta fallì egli venne appeso a Tyburn insieme ai priori di Jervaulx, Bridlington e Fountains.
Il priorato venne formalmente dissolto l'8 aprile 1540 e i canonici si arresero formalmente agli uomini del re il 22 dicembre facendo di Gisborough uno degli ultimi monasteri inglesi a essere soppressi. La proposta di riadibirlo come collegio laico venne lasciata cadere e gli edifici, con l'eccezione del cancello e del muro est vennero demoliti. La demolizione venne effettuata facendo collassare la torre centrale entro il corpo della chiesa così che essa distrutta insieme alla torre nella caduta e il resto fu ridotto in macerie.
Il sito e le terre vennero affittate nel 1550 a Thomas Chaloner (1521-14 ottobre 1565) che più tardi acquistò l'intera proprietà, la famiglia occupuò quelli che erano stati i locali dei priori nella parte ovest prima di trasferirsi nella loro nuova casa Old Gisborough Hall nel tardo XVII secolo. I religiosi che ancora vivevano lì vennero fatti trasferire altrove e quel che restava della struttura venne venduto o sottoposto a saccheggi, mentre i terreni vennero riconvertiti a giardino entro i confini di Gisborough Hall.
Uno storico locale del XIX secolo, John Walker Ord, descrisse come quel che restava della struttura del priorato poteva essere ora visto entro gli edifici di Guisborough, accorandosi per il fatto che ne venisse fatto un uso tanto profano.
Altre componenti del priorato compirono viaggi ben più lunghi, ad Hardwick Hall, presso Sedgefield, venne costruita una finta rovina con incorporare delle pietre che venivano da Gisborough. Le ricchezze dell'abbazia divennero materiale per leggende locali che vociferavano di un passaggio segreto che portava dal priorato a una grotta sotto la collina dove un corvo era di guardia a una cassa piena d'oro.
Le terre attorno a Gisborough costituirono una grande ricchezza per la famiglia Chaloner. Nel 1595Thomas Chaloner (1559-1615) fondò il primo stabilimento d'Inghilterra per la lavorazione dell'allume Belman Bank, poco a sud della cittadina. L'allume era un prodotto versatile che poteva avere diversi usi nell'industria, specie nell'industria tessile ove veniva usato come mordente. Il rifornimento di allume era controllato da un cartello costituito dallo Stato Pontificio e dalla Spagna ed entrambi erano in conflitto con l'Inghilterra giacché fino ad allora il loro era stato una sorta di monopolio da cui dipendeva tutta l'Europa cristiana poiché l'importazione del meno costoso allume turco era stata proibita da Papa Paolo II a metà del XV secolo.
Thomas aveva visitato gli stabilimenti pontifici presso Tolfa notando che il terreno e la vegetazione attorno ad essi era molto simile a quella presente a Gisborough, al suo ritornò fondò, appunto, lo stabilimento con l'aiuto di alcuni operai venuti da Roma guadagnandosi la scomunica. Ord getta dubbi su questa storia facendo notare che un resoconto pubblicato diverse decadi dopo non faceva cenni a un viaggio a Roma e dove si affermava che gli operai venivano dalla Francia.
Alla fine l'unica parte rimasta in piedi del priorato era il frontone orientale del presbiterio con la relativa finestra e se continuò a sopravvivere lo dovette soprattutto al Romanticismo che si sviluppò nel XVIII secolo.
La rappresentazione di edifici in rovina collocati in paesaggi idealizzati ad opera di William Turner e dei suoi contemporanei ispirarono una moda per la nobiltà grande e piccola così la riproduzione di monasteri in rovina divenne per i proprietari terrieri un incentivo per la loro preservazione.
La finestra est di Gisborough fu uno dei primi esempi di rovina monastica che venne ritratta in virtù delle sue qualità artistiche, essa venne incorporata entro il terreno di Gisborough Hall e il suo davanzale venne rimosso per garantire una vista senza ostacoli. Davanti venne creato il cosiddetto prato est che fu usato per ospitare party e bazar fino agli inizi del XX secolo, un Fosso di cinta venne invece creato dietro di esso per mantenere gli animali al pascolo fuori dal terreno. Nel lato sud venne invece edificata una terrazza che correva lungo tutta la lunghezza del terreno, essa permetteva l'accesso alle rovine attraverso una rampa di scale affiancate da una fila di semi-lupi di mare, simbolo degli Chaloner. La gente del luogo pensava che questi fossero dei draghi e per questo la scala è nota come Scalinata dei draghi.
La Old Gisborough Hall venne demolita nel 1825 e la famiglia costruì Gisborough Hall mezzo miglio a est nel 1857, nel 1932 Thomas Chaloner, II barone Gisborough (6 maggio 1889-11 febbraio 1951) trasferì il controllo del priorato all'Office of Works, che fu prima sotto la responsabilità del Ministero del lavoro, poi del Department for Environment, Food and Rural Affairs ed infine andò sotto l'egida dell'English Heritage nel 1984. Le rovine in sé rimasero in proprietà agli Chaloner, l'English Heritage si limita al loro mantenimento.
Secondo il folklore locale il priorato è abitato dallo spirito di un monaco di nero vestito che torna annualmente per controllare che il proprio tesoro sepolto sia intatto, si dice che giunga alla prima notte di luna nuova dell'anno abbassando un ponte levatoio fantasma e attraversando un fossato ora scomparso.

## I priori
Dal momento della sua fondazione fino alla dissoluzione si sono succeduti 24 priori alla guida di Gisborough i loro nomi insieme alle date in cui detennero la carica o all'anno in cui la rilevarono, quando conosciuti, sono i seguenti:
- William de Brus (1119-1145?)
- Cuthbert (1146-1154)
- Ralph (1174?-1180)
- Roald (1199-?)
- Lawrence (1211-1212)
- Michael (1218-1234)
- John (1239-1251 o 1257)
- Simon, data incerta
- Ralph de Irton (1262)
- Adam de Newland (1280)
- William de Middleburgh (1281)
- Robert de Wilton (1320-1321)
- John de Darlington (1346)
- John de Horeworth o Hurworth (1364-1393)
- Walter de Thorp (1393)
- John de Helmesley (1408)
- John Thweng (1425)
- Richard Ayreton (1437)
- Richard de Horton (1452)
- Thomas Darlington (1455)
- John Moreby (1475)
- John Wihtby (1491-1505)
- John Moreby (1505)
- William Spires (1511)
- James Cockerill (1519-1534?)
- Robert Pursglove (1537-1539)